# Winnipeg Jets
 Ikke at forveksle med Winnipeg Jets (1972-1996).
 For alternative betydninger, se Winnipeg Jets (flertydig). (Se også artikler, som begynder med Winnipeg Jets)
Winnipeg Jets er et professionelt ishockeyhold der spiller i den bedste nordamerikanske række NHL. Klubben spiller sine hjemmekampe i Bell MTS Place i Winnipeg, Manitoba, Canada.

## Historie
Atlanta blev i 1997 tildelt et hold i NHL og holdet begyndte under navnet Atlanta Thrashers at spille i ligaen fra sæsonen 1999-00. Holdet blev dermed en erstatning for Atlanta Flames, der i spillede i Atlanta fra 1972, men som i 1980 flyttede til Calgary, Alberta i Canada hvor de blev til Calgary Flames. Navnet Thrashers var hentet fra det engelske navn for røddroslen der er staten Georgias officielle fugl. Holdet flyttede i 2011 til Winnipeg og blev omdøbt til Winnipeg Jets.

## 'Fredede' numre
- 99 Wayne Gretzky – Fredet i hele NHL.